# 臼杵美智代
臼杵 美智代（うすき みちよ、1965年 - ）は、日本のマリンバ、サヌカイト奏者。
香川県三豊郡高瀬町（現・三豊市）出身。3歳からピアノを、14歳から声楽を学ぶ。香川県立坂出高等学校音楽科に声楽専攻で入学するが、来演した安倍圭子の演奏に魅せられてマリンバをはじめる。1983年、マリンバで桐朋学園大学音楽学部に入学。1987年、桐朋学園大学音楽学部演奏学科卒業。1989年、桐朋学園大学研究科修了。マリンバを安倍圭子、上田邦子に、打楽器を小林美隆に、邦楽囃子を藤舎華鳳に師事。
FM香川にて県政スポットのテーマ曲をサヌカイトで録音、毎土曜日放送される。現在、ポーロゥニア・パーカッショングループ、マリンバ汀楽器アンサンブル“ぐるーぷWoods”、日本音楽集団に所属し、三木稔が主宰するオペラシアター「歌座」および「結アンサンブル」のメンバーとして全国公演に参加するなど、洋楽、邦楽、コンサート、演劇と幅広く活発な演奏活動を行っている。
くらしき作陽大学講師。

## アルバム
- 縄文への伝言　(R-0150242 MIYA-001)
- 縄文への伝言II　(R-0100293 MIYA-002)